# Якуб Орлінський
Якуб Орлінський (пол. Jakub Józef Orliński; нар. 8 грудня 1990, Варшава, Польща) — польський оперний співак (контратенор). 

## Життєпис
Якуб Орлінський народився 8 грудня 1990 року у Варшаві. Закінчив Джульярдську школу.